# San Nicolás Totolapan
San Nicolás Totolapan es uno de los 4 pueblos originarios de la alcaldía Magdalena Contreras. Fundado en 1535 en una encomienda de los Tepanecas obteniendo la Merced Real otorgada por Don Luis de Velasco entonces Virrey de la Nueva España con 7 000 varas radiales de fundo legal en el año de 1776. El ejido propiamente se crea en 1924 cuando el pueblo recibe su primera dotación de tierras siendo Presidente el General Álvaro Obregón. En 1938, el ejido se amplÌa por el Presidente Lázaro Cárdenas colindando con los ejidos de los pueblos: Santo Tomás Ajusco, San Bernabe Ocotepec, La Magdalena Atlitic, San Agustín de las Cuevas y Santa Úrsula Xitla .

## Toponimia

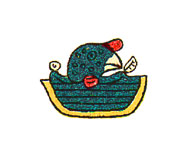
Glifo de Totolapan

El significado etimológico de Totolapan es guajolote sobre el agua, el glifo representativo se encuentra en el Códice Mendocino. Totolapan se deriva del náhuatl: Totolli que es "guajolote" y "apan" que es "sobre agua". Al guajolote los españoles le llamaron Pavo.

## Geografía
Se localiza al sur de La Magdalena Contreras, colinda al norte con la La Magdale Atlitic; al oriente con las colonias de Tlalpan; al sur con el Pueblo de Santo Tomás Ajusco y al oeste con el Pueblo de San Bernabe Ocotepec.

### Fauna
La fauna en la región de Contreras fue muy variada en tiempos prehispánicos, la mayoría de las especies se han extinguido: tigre, ciervo, gato cerval (tlacoocelotl), tlacomiztli, lobo "cuitlamaztli" , lobo "itzcuinquani", coyote, oso cuitlachcóyotl, azcatlcóyatl (oso hormiguero), ocotochtli (gato montes), oztoamapachtli (mapache), tlacuatzin o tlacuache, liebres, conejos, comadrejas, zorra, musaraña, armadillo, tuzas, ratones, ratón montañero, ratón de los volcanes, ratón alfarero, cacomiztle, zorrillo, lince, venado y diversas clases de ardillas, como techalot, tlatechalotl, árboles y los gusanos e insectos que se crían en los troncos. Esta especie, casi extinguida, guardaba el ecosistema de la región manteniendo los bosques. Actualmente podemos admirar las gallinas silvestres o tototl, gavilán, loquita, colibrí, pájaro carpintero, papamosca, golondrinas saltaparedes, primavera, duraznero, gorriones, etc.
También existen reptiles como lagartija, camaleón, víbora de cascabel y culebras. Hay anfibios como salamandras, ranas y ajolotes entre otros. Asimismo insectos, como los que se hallan en los troncos podridos de pino, denominados aesalus tragoides smith; las larvas de este coleóptero son ilofagas; los adultos viven debajo de la corteza y salen un corto periodo de tiempo para ir a invadir nuevos troncos podridos. Habitan también la palomilla Evita hyalinaria bandaria (dyar), lepidóptero de la familia geométrida, cuya larva llegó a ser una seria plaga en el bosque de pinos (abies), y la mariposa Synopcia eximia, cuyas larvas comen tepozán. Además de estos, existe gran diversidad de insectos en los bosques de Contreras.

## Cultura

### Parroquia de San Nicolás Tolentino
La parroquia de San Nicolás de Tolentino, ubicada en el centro del pueblo de San Nicolás Totolapan, fue fundada en el año de 1535 y reconstruida en el año 1924. De estilo barroco, se encuentra construida sobre ruinas prehispánicas. Dentro del atrio de la iglesia se puede observar aún una piedra con inscripciones antiguas. En su interior se resguarda la imagen del Cristo de la Misericordia, una pintura al óleo del santo patrón y una imagen del Niño Dios de gran valor artístico. Cada día 14 de julio se festeja el aniversario de la fundación del pueblo y el 10 de septiembre la fiesta del Santo Patrón.